# Региональное собрание уполномоченных
Региональное собрание уполномоченных (Regionfullmäktige) - в Швеции представительный орган местного самоуправления региона. Существуют с 1861 года. До 2020 года назывались «ландстинговыми собраниями уполномоченных» (Landstingsfullmäktige), до 1970-х гг. «ландстинги» (landsting).

## Состав
Состоит из членов число которых колеблется от 31 до 149, избираемых сроком на 4 года.

## Структура
- Региональное собрание уполномоченных для ведения своих заседаний избирает председателя (ordförande) и двух вице-председателей (vice ordförande)[1][2];
- Президиум (regionfullmäktiges presidium);
- Группы — аналоги фракций;
- Комитеты (nämnder).

## Избирательная система

### Избирательное право
Право голоса на выборах в риксдаг имеют шведские граждане, достигшие к моменту их проведения 18 лет и занесенные в списки избирателей.

### Избирательный процесс
Распределение мест в собрании осуществляется по пропорциональной системе.